# Antipathella aperta
Antipathella aperta är en korallart som först beskrevs av Totton 1923.  Antipathella aperta ingår i släktet Antipathella och familjen Myriopathidae. Inga underarter finns listade i Catalogue of Life.